# شهرستان لونگ‌جیانگ
شهرستان لونگ‌جیانگ (به چینی: 龙江县)، یک شهرستان در استان هئی‌لونگ‌جیانگ چین است که در تابعیت شهر چیچیهار قرار دارد.

## تقسیمات اداری
شهرستان لونگ‌جیانگ به ۸ شهرک و ۶ قصبه تابعه تقسیم شده است.
- شهرک بای‌شان (白山镇، Báishān zhèn)
- شهرک تووژان (头站镇، Tóuzhàn zhèn)
- شهرک جینگ‌شینگ (景星镇، Jǐngxīng zhèn)
- شهرک چی‌که‌شو (七棵树镇، Qīkēshù zhèn)
- شهرک شان‌چوان (山泉镇، Shānquán zhèn)
- شهرک شینگ‌شان (杏山镇، Xìngshān zhèn)
- شهرک لونگ‌جیانگ (龙江镇، Lóngjiāng zhèn)
- شهرک لونگ‌شینگ (龙兴镇، Lóngxìng zhèn)

- قصبه جی‌چین‌هه (济沁河乡، Jìqìnhé xiāng)
- قصبه گوانگ‌هوو (广厚乡، Guǎnghòu xiāng)
- قصبه لوهه (鲁河乡، Lǔhé xiāng)
- قصبه هالاهای (哈拉海乡، Hālāhǎi xiāng)
- قصبه هوامین (华民乡، Huámín xiāng)
- قصبه هئی‌گانگ (黑岗乡، Hēigǎng xiāng)